# GBU-15
GBU-15 är en amerikansk TV-styrd glidbomb som utvecklades i början av 1970-talet. Den har stora likheter med föregångaren GBU-8, men har en radiolänk som gör att bomben kan styras även efter avfyring.

## Utveckling

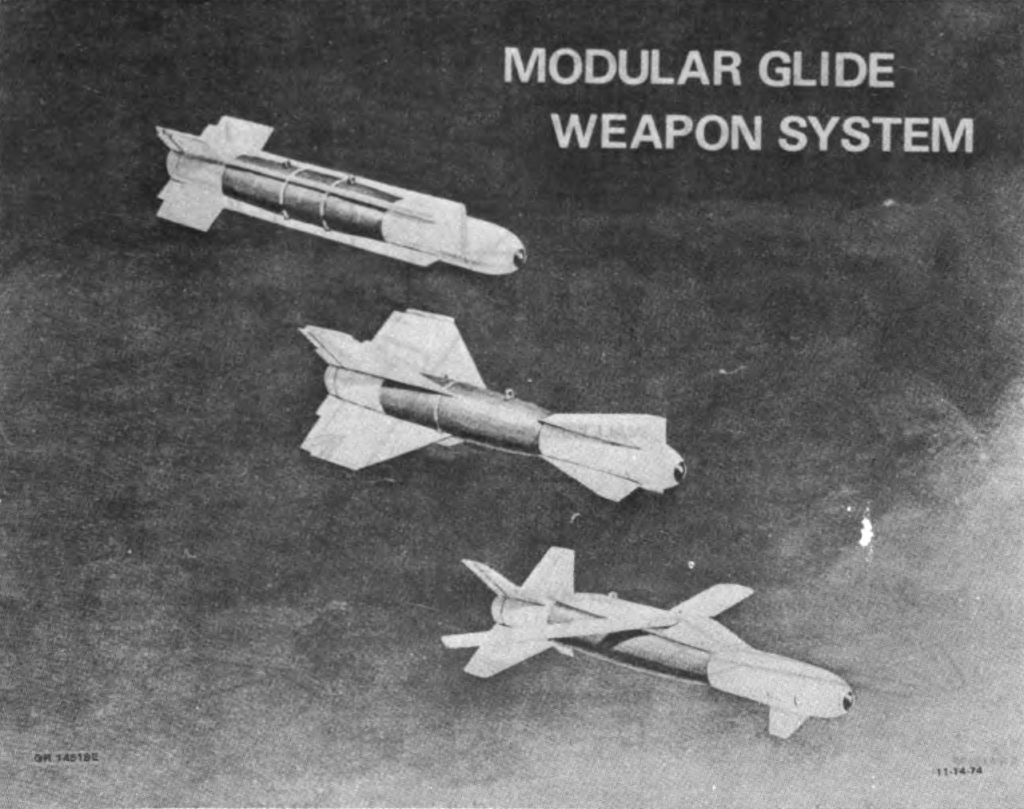
Tre vapen i samma familj. Överst en GBU-8, därunder en GBU-15 och underst en GBU-20.

Utvecklingen av GBU-15 påbörjades 1974 som en del av MGWS (Modular Guided Weapon System). MGWS bestod av två olika vapen, dels CWW (Cruciform Wing Weapon, sedermera GBU-15) och PWW (Planar Wing Weapon, GBU-20), men den sistnämnda lades ner. GBU-15 hade ursprungligen deltaformade vingar med lång korda för att få större vingyta och därmed längre räckvidd än föregångaren GBU-8. Senare versioner återgick till att ha mindre rektangulära fenor liknande de på GBU-8, men till skillnad från GBU-8 har fenorna inga roder. Styrningen sker i stället med canardfenor i bombens nos.
Beteckningen AGM-112 reserverades för MGWS, men eftersom de saknar drivning blev den aldrig antagen. Däremot så utvecklade Rockwell i slutet av 1980-talet en version av GBU-15 med en raketmotor för att ge den utökad räckvidd även från låg höjd. Det förvandlade den från en glidbomb till en attackrobot och den fick därför beteckningen AGM-130.
År 1999 genomfördes ett moderniseringsprogram där runt 1 300 bomber försågs med moduler för GPS och tröghetsnavigering som gjorde att bomben kunde glidflyga autonomt till målets ungefärliga läge innan den låstes på målet via radiolänken. Tidigare versioner behövde glidflygas manuellt vilket dels lade onödigt mycket arbetsbörda på vapenofficeren, dels medförde kontinuerlig sändning över radiolänken vilket ökade risken för att flygplanet pejlades in. De fick också den uppgraderade radiolänken AN/ZSW-1. Dessa bomber kallas ibland för EGBU-15 där E står för ”Enhanced”.

## Konstruktion
GBU-15 består av tre sektioner. Nossektionen med antingen en DSU-27A/B svartvit TV-kamera eller en WGU-10/B FLIR-kamera (samma som i AGM-65D) samt en WCU-6A/B styrenhet, mittensektionen som består av en flygbomb, antingen en Mark 84 eller BLU-109 samt stjärtsektionen MXU-723/B med fenor, FMU-124A/B bottenanslagsrör och AN/AXQ-14 radiolänk (AN/ZSW-1 i senare versioner). Radiolänken är dubbelriktad och sänder både bilden från målsökaren till flygplanet och styrkommandon från flygplanet till bomben.

## Användning

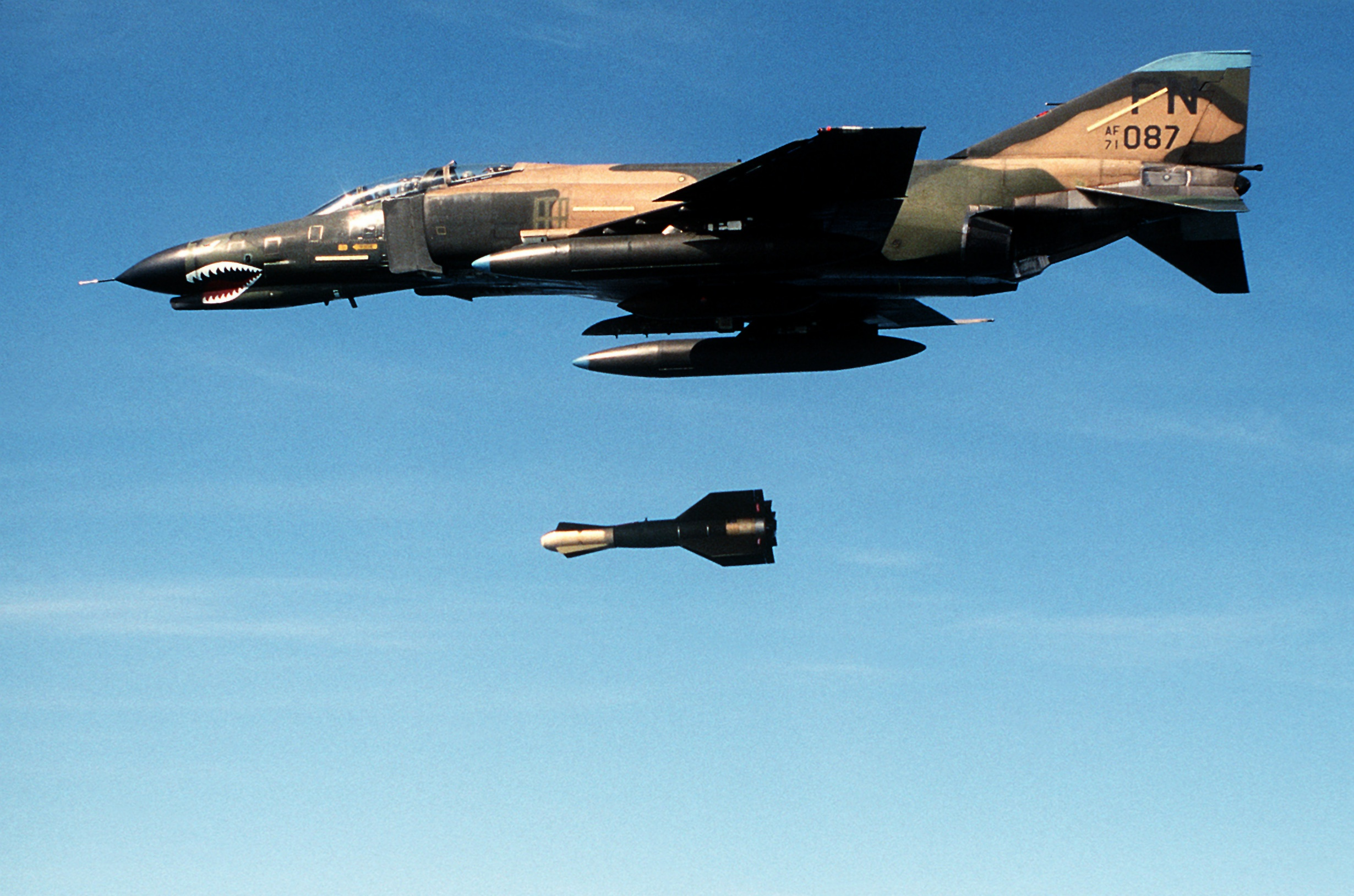
En F-4 Phantom II släpper en GBU-15 under övningen TEAM SPIRIT, 1985.

Totalt 71 GBU-15 användes under Gulfkriget, samtliga släppta av F-111F Aardvarks. Den mest uppmärksammade insatsen var att spränga de oljeledningar som användes för att pumpa ut olja i Persiska viken, en del av Saddam Husseins miljökrigföring.

## Varianter
- GBU-15(V)1/B – GBU-15 baserad på Mark 84 och stora vingar, TV-målsökare.
- GBU-15(V)2/B – GBU-15 baserad på Mark 84 och stora vingar, FLIR-målsökare.
- GBU-15(V)3/B – GBU-15 baserad på multipelbomben CBU-75. Inga byggda.
- GBU-15(V)21/B – GBU-15 baserad på Mark 84 och små vingar, TV-målsökare.
- GBU-15(V)22/B – GBU-15 baserad på Mark 84 och små vingar, FLIR-målsökare.
- GBU-15(V)31/B – GBU-15 baserad på BLU-109 och små vingar, TV-målsökare.
- GBU-15(V)32/B – GBU-15 baserad på BLU-109 och små vingar, FLIR-målsökare.
- AGM-130 – GBU-15 konverterad till attackrobot genom att förses med en Rocketdyne raketmotor.
- GBU-15(V)1C/B – GBU-15(V)1/B kompletterad med GPS och INS.
- GBU-15(V)2C/B – GBU-15(V)2/B kompletterad med GPS och INS.
- GBU-15(V)31A/B – GBU-15(V)31/B kompletterad med GPS och INS.
- GBU-15(V)32A/B – GBU-15(V)32/B kompletterad med GPS och INS.